# Blacé
Blacé ist eine französische Gemeinde mit 1.692 Einwohnern (Stand: 1. Januar 2022) im Département Rhône in der Region Auvergne-Rhône-Alpes. Die Gemeinde gehört zum Arrondissement Villefranche-sur-Saône und zum Kanton Gleizé.

## Geographie
Blacé liegt rund sieben Kilometer nordwestlich von Villefranche-sur-Saône im Weinbaugebiet Bourgogne.

### Nachbargemeinden
Umgeben wird Blacé von den Nachbargemeinden Vaux-en-Beaujolais im Norden und Nordwesten, Salles-Arbuissonnas-en-Beaujolais im Norden, Saint-Étienne-des-Oullières im Norden und Nordosten, Saint-Georges-de-Reneins im Osten und Nordosten, Saint-Julien im Süden sowie Montmelas-Saint-Sorlin im Westen und Südwesten.

## Bevölkerungsentwicklung
| Jahr                       | 1962 | 1968 | 1975 | 1982 | 1990 | 1999 | 2006 | 2013 |
| Einwohner                  | 906  | 913  | 962  | 1071 | 1093 | 1205 | 1322 | 1469 |
| Quellen: Cassini und INSEE |      |      |      |      |      |      |      |      |

## Sehenswürdigkeiten
- Kirche von Blacé
- Grammontatenserpriorat
- Schloss Champrenard aus dem 15. Jahrhundert

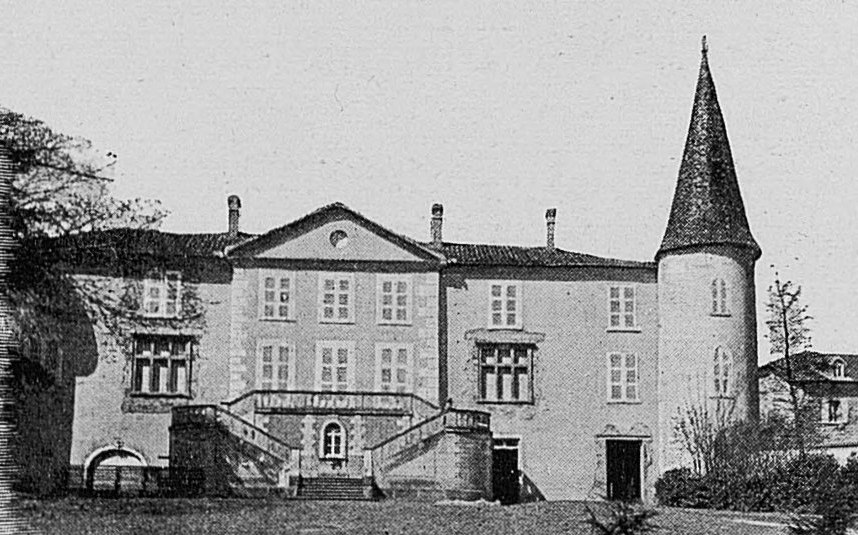
Schloss Champrenard

- Schloss Pravins
- Schloss Le Bost
- Schloss L'Hestrange
- Schloss Le Savigny
- Haus Le Bessée